# Intercam Banco
Intercam Banco, S.A., Institución de Banca Múltiple., Intercam Grupo Financiero es una empresa mexicana formada en 1996 como Intercam. Opera en casi toda la República Mexicana a través de 68 sucursales, y una red de cajeros automáticos Intercam.
Está compuesto por un grupo de empresas con trayectoria en el sector financiero. Actualmente dan servicio a más de 50,000 clientes en el manejo de las tesorerías de empresas y de las inversiones de patrimonio personal.

## Historia
Intercam es un grupo de tres instituciones financieras dedicadas a atender  necesidades financieras principalmente de empresas nacionales y multinacionales con actividades de comercio internacional y turismo, y a personas físicas relacionadas. Su enfoque se centra en cuatro líneas de negocios: pagos internacionales y cambio de divisas; administración de activos y asesoría patrimonial; productos de cobertura; financiamiento al comercio exterior y al capital de trabajo.
Como consecuencia del Tratado de Libre Comercio (TLC) entre México, Estados Unidos y Canadá, a finales de 1995 la Secretaría de Hacienda y Crédito Público autorizó la constitución de Intercam Casa de Cambio, S.A. de C.V..
En enero de 1996, Intercam inicia sus operaciones en los sectores financieros y cambiarios mundiales y cambio de divisas.
En julio del 2004 el grupo de accionistas de Intercam adquirió una sociedad operadora de sociedades de inversión, Intercam Fondos, iniciando así la distribución de fondos de inversión de las principales operadoras mexicanas. Al día de hoy cuenta con 6 fondos propios.
En el 2005 Intercam constituye una empresa autorizada para operar en el mercado mexicano de derivados (MexDer), Intercam Derivados.
A finales del 2006, Intercam recibe autorización para constituir un intermediario financiero, Intercam Casa de Bolsa. 
En el 2008, se crea Interfinanciera, la SOFOM del Grupo para ofrecer productos de financiamiento al comercio exterior y créditos de capital de trabajo. Se traspasa la operación de divisas a la Casa de Bolsa, a través de la fusión de Intercam Casa de Cambio con Intercam Casa de Bolsa.
En el 2011 Intercam recibe autorización de la Comisión Nacional Bancaria y de Valores para adquirir Banco Regional, S.A. Institución de Banca Múltiple, cambiando su denominación a InterBanco.
Con la incorporación de InterBanco se inicia la estrategia de penetración formal del Grupo en el mercado financiero enfocándose en un principio a financiamientos ExImBank, créditos estructurados y para capital de trabajo. Antes de terminar el 2011, el banco inició la apertura de cuentas de enlace, de captación, y en el 2012, empezó a ofrecer el resto de los productos tradicionales de la banca múltiple como Intercam Banco.

## Certificaciones
- ISO 9001:2008
- Standard & Poor's   Banco - Casa de Bolsa
- Fitch Banco - Casa de Bolsa
- Certificación como Especialista Anti Lavado de Dinero por parte de la ACAMS (Association of Certified Anti-Money Laudering Specialist)[3]
- Platinum Performance Award por su desempeño y gestión en su categoría "Cobertura Dólar”. www.fundpro.com
- Certificación como Especialista Anti Lavado de Dinero por parte de la ACAMS (Association of Certified Anti-Money Laudering Specialist). www.acams.org
- INTERCAM esta clasificado dentro de las 500 empresas más importantes de México (Expansión),[4] y dentro de las 200 entidades más importantes del sector financiero (Expansión)y las 50 empresas más innovadoras en tecnología(Information Week).